# Parafia Matki Boskiej Nieustającej Pomocy w Szydłowie
Parafia Matki Boskiej Nieustającej Pomocy – parafia rzymskokatolicka znajdująca się w archidiecezji łódzkiej w dekanacie piotrkowskim.

## Historia
Parafia została erygowana przez abp łódzkiego Władysława Ziółka 1 września 1989 r. Pierwszym proboszczem został ks. Grzegorz Jędraszek.
Budowę kościoła trwała od 27 czerwca 1988 r. do 30 września 1990 r. Budynek zaprojektowany jako punkt katechetyczny z kaplicą, po erygowaniu parafii, służy jako kościół z plebanią, salą katechetyczną, zakrystią i kancelarią. 
W kościele znajduje się ołtarz marmurowy wraz z amboną Słowa Bożego i chrzcielnicą, duży krzyż rzeźbiony, olejny obraz MB Nieustającej Pomocy i św. o. Pio, organy elektroniczne.

## Proboszczowie
- ks. Grzegorz Jędraszek (1989–1996)
- ks. Marian Kołodziejczak (1996–2003)
- ks. Ireneusz Sikora (2003–2009)
- ks. Karol Olczyk (2009–2013)
- ks. Włodzimierz Dudka (2013–2019)
- ks. Maciej Paramuszczak (2019–2025)
- ks. Bogusław Milo (od 2025)

## Wspólnoty parafialne
- Żywa Róża
- schola dziecięco-młodzieżowa
- Grupa fatimska
- bractwo św. o. Pio